# 高铼酸镧
高铼酸镧是一种无机化合物，化学式为La(ReO4)3。

## 化学性质
高铼酸镧在700℃分解，生成七氧化二铼和La3ReO8：
3 La(ReO4)3 → La3ReO8 + 4 Re2O7↑